# W78
W78 — американский термоядерный заряд третьего поколения. Используется на межконтинентальных баллистических ракетах LGM-30G Minuteman III, доставляется в боевых блоках типа Mk12A. Производился с августа 1979 года по октябрь 1982 года для замены термоядерного заряда W62. Всего было выпущено 1 083 единицы. В настоящее время на вооружении — 920 единиц.
Термоядерный заряд W78 разработан в 1974 году в Лос-Аламосской национальной лаборатории на основе конструкции W50.
Высота боевого блока — 172 см, диаметр у основания — 54,1 см.[уточнить] Термоядерный заряд помещена в боевой блок Mk12A с диаметром 54,1 см у основания и высотой 181,1 см. Вес одной термоядерного заряда составляет от 180 до 270 кг, боевого блока в целом — около 350 кг (700—800 фунтов).[уточнить] Заявленная[кем?] мощность — в пределах от 335 до 350 кт. 
Интересной особенностью термоядерного заряда W78 является отказ от использования в её конструкции малочувствительных бризантных взрывчатых веществ, к примеру триаминотринитробензола (TATB), используемого на большинстве прочих американских термоядерных зарядов. Это вещество, малочувствительное к механическим и тепловым воздействиям, позволяет безопасно хранить и перевозить ядерные боеприпасы. Таким образом, транспортировка W78 представляет собой большую сложность.
Основной делящийся материал — плутоний-239. Содержит дейтерид лития-6 (степень обогащения — 95 %).[уточнить]